# (15242) 1989 SX5
A (15242) 1989 SX5 a Naprendszer kisbolygóövében található aszteroida. Eric Walter Elst fedezte fel 1989. szeptember 26-án.